# M26 (grenade)
Pour les articles homonymes, voir M26.

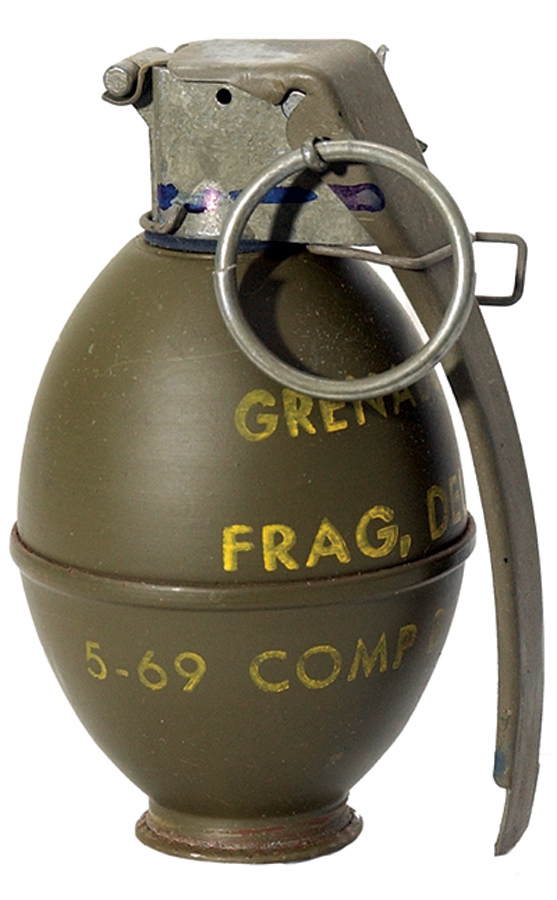
Une grenade M26.

La grenade M26 est une grenade défensive à fragmentation créée et utilisée par l'armée américaine, surnommée la « grenade citron » par opposition à la « grenade ananas » (grenade Mk II).
Créée au début des années 1950, elle est depuis lors utilisée par les États-Unis et plusieurs de ses alliés. Elle pèse 16 onces (454 g) et mesure 99 mm, pour un diamètre de 57 mm. Son explosif est de « composition B ».
Étant une grenade à fragmentation, elle explose en envoyant des centaines d'éclats ou micro-éclats métalliques sur un diamètre de plusieurs mètres de son lieu d'explosion, ne laissant aucune chance à quiconque de rester indemne dans ce diamètre. La grenade est conçue pour blesser grièvement les personnes situées dans les 5 ou 6 mètres de son lieu d'explosion, et donc de les « mettre hors combat » par les éclats reçus sur tout le corps.
Une autre caractéristique est qu'elle est « no noise, no fire, no light », c'est-à-dire qu'elle n'émet aucun bruit, aucune flamme ni aucune lumière : les futures victimes ne s'aperçoivent pas qu'il s'agit d'une grenade, et le faible temps de latence entre le dégoupillage et l'explosion (4 à 5 secondes) ne donne pas la possibilité de « relancer la grenade à l'envoyeur » ou de s'en protéger efficacement.